# Esciroforias
Las esciras o esciroforias eran fiestas que se celebraban en Atenas el 12 del mes de esciroforión. 
En dichas fiestas se conducían con total solemnidad en procesión pública los pabellones y doseles que servían en las estatuas de los dioses en particular las de Minerva, Ceres, Proserpina, del Sol y de Neptuno. Parece que estas fiestas guardaban alguna semejanza con las Scenopegia o fiestas del Tabernáculo de los Judíos. Se hacían tiendas o pabellones con follajes y en los juegos que se daban los jóvenes emprendían la carrera llamada Oscoforia llevando en la mano cepas de vid con buenos racimos. 